# Alfonso Ratliff
Alfonso Ratcliff (ur. 18 lutego 1956 w Clarksdale) – amerykański bokser były mistrz świata federacji WBC w wadze junior ciężkiej

## Kariera amatorska
1980 roku wygrał turniej Chicago Golden Gloves.

## Kariera zawodowa
Na zawodowych ringach zadebiutował 25 sierpnia 1980 nokautując już w pierwszej rundzie Jima Flynna. 5 grudnia 1981 w swoim czternastym pojedynku doznał swojej pierwszej porażki przegrywając przez techniczny nokaut w siódmej rundzie z przyszłym mistrzem świata WBA wagi ciężkiej Timem Witherspoonem, który wówczas legitymował się rekordem 12-0. 6 czerwca 1985 zdobył pas mistrza federacji WBC wagi junior ciężkiej pokonując niejednogłośnie na punkty puertorykańskiego pięściarza Carlosa De Leóna tracąc ten pas już w pierwszej obronie 21 września 1985 ulegając jednogłośnie na punkty Bernardowi Bentonowi. 6 września 1986 zmierzył się z niepokonanym przyszłym mistrzem wagi ciężkiej Mike Tysonem przegrywając przez TKO już w drugiej rundzie. W swoim kolejnym pojedynku pokonał decyzją większości niepokonanego wówczas Craiga Bodzianowskiego dodatkowo Craig był trzykrotnie liczony w rundach pierwszej, dziewiątej i dziesiątej. 12 maja 1988 doszło do walki rewanżowej pomiędzy tymi pięściarzami i ponownie decyzją większości zwyciężył Alfonso. 18 sierpnia 1988 znokautował w siódmej rundzie byłego mistrza IBF Rickiego Parkera. 26 czerwca 1989 został znokautowany w czwartej rundzie przez byłego mistrza IBF Lee Roy Murphy-go. Po tym pojedynku Alfonso Ratliff zakończył karierę.